# Giovanni Maria Petrucci

Stemma della famiglia Petrucci.

Giovanni Maria Petrucci (Siena, ... – 1582) è stato un diplomatico italiano, ambasciatore di Cosimo I de' Medici in Francia dal 1565 al 1572. Dal 1569, anno di fondazione del Granducato di Toscana, fu il primo ambasciatore di tale Stato presso il Regno di Francia.

## Biografia
Poco è noto della vita di Giovanni Maria Petrucci prima del suo incarico di ambasciatore. Si sa che fu figlio di Antonio ed appartenente alla nobile famiglia dei Petrucci, che dal 1487 al 1524 aveva conosciuto il proprio apogeo con la signoria sulla Repubblica di Siena.
Nel 1565 Giovanni Maria Petrucci fu eletto cavaliere e commendatore dell'Ordine di Santo Stefano papa e martire e, nello stesso anno, Cosimo I de' Medici lo inviò come proprio ambasciatore a Parigi, presso la corte francese.
Investito di questo importante incarico diplomatico, Giovanni Maria Petrucci risiedette per sette ininterrotti anni nel paese transalpino, entrando in confidenza con il re Carlo IX e con la regina madre Caterina de' Medici. Nel 1572 suo figlio, Achille Petrucci, militare al servizio dei Guisa, fu coinvolto nei fatti della notte di san Bartolomeo.
Giovanni Maria Petrucci morì nel 1582.